# Хакимова, Светлана Джалал кызы
Светлана Джалал кызы Хакимова (азерб. Svetlana Cəlal qızı Həkimova; род. 6 января 1940, Сумгаит) — актриса театра и кино, Народный артист Азербайджана (2008).

## Жизнь и деятельность
Светлана Хакимова родилась в 1940 году в городе Сумгаит.

### Театральная деятельность
С 1968 года Светлана Хакимова работает в Сумгаитском Государственном Музыкально-Драматическом Театре. Она также с 1959 года выступает в Сумгаитском Доме культуры имени Дж. Джаббарлы, где исполняла различные роли. Её образ Ширин из «Фархада и Ширин» С. Вургуна стал знаменитым и был отмечен «Золотой медалью» на Всесоюзном фестивале.

### Карьера в кино
Светлана Хакимова снялась в таких фильмах как «Шанс» (2004), «Горящие мосты» (2007), «Белая Кровь» (2012), «Подземный переход» (2015).

## Награды и заслуги
- 2000 год — Заслуженная артистка Азербайджанской Республики
- 2006 год — Награда Президента Республики Азербайджан[3]
- 2008 год — Народная артистка Азербайджанской Республики

## Фильмография
1. Шанс (фильм, 2004)
2. Горящие мосты (фильм, 2007)
3. Белая кровь (фильм, 2012)
4. Yeraltı keçid (фильм, 2015)
5. Əqrəb mövsümü (телесериал, 2022)